# 枞级驱逐舰
枞级驱逐舰，是大日本帝国海军所建造的二等驱逐舰，同型舰共21艘。
枞级建造数量众多，在建成后曾经长期充当第一舰队（战列舰部队）的护卫任务。但因为建成时代较早，在第二次世界大战太平洋战争爆发时，大多已经被转为巡邏艇，或者作为杂务船或者练习船使用，也有数艘继续担任驱逐舰的任务。这些作为巡逻艇和驱逐舰使用的枞级舰艇，经常被用于运输船团的护卫警戒。

## 建造背景
1917年（大正6年）日本海军在八四舰队案中计划建造一批中型驱逐舰（二等驱逐舰）。本案最终实际建造了18艘。在次年（1918年）日本海军提出的新的八六舰队案中，再次提出要追加建造16艘同级驱逐舰，不过实际只完成了前3艘，剩下的全部转为更新型的若竹级。
枞级驱逐舰从1918年开始建造，1919年末到1922年间陆续建成。藤永田造船所和石川岛造船所是首次参与驱逐舰的建造工作。

## 舰型
枞级与峰风级一等驱逐舰是被一同设计的，只是建造时间稍早于峰风级。枞级可以被理解为峰风级的缩小版，船体外形与峰风级非常相似。武器上，枞级比起峰风级要少1门主炮、1座双联装鱼雷发射管，引擎功率也要小些，计划速度为36节，而峰风级则为39节。
日本海军已有的桃级、楢级两级二等驱逐舰的抗浪性都不佳，为此枞级和峰风级一样，都在舰桥前设置了一段防浪甲板，以避免受到高速航行时舰桥和主炮被海浪直击。3门主炮也都安装在和舰艏甲板相同高度，即比水平甲板稍高的位置，也是为了让主炮在波高浪急的时候依然可以使用。此外，枞级也是日本海军首次在二等驱逐舰上搭载鱼雷发射管。
枞级的三座锅炉全是重油专烧锅炉。舰艇使用煤炭作为燃料的话会放出浓烟，使得舰艇更容易被发现，因此使用全重油专烧锅炉，在夜战中更为有利。同时枞级也是二等驱逐舰中首次安装可以多段变速的舰本式涡轮机。计划中枞级的常备排水量和楢级相同，都是850英吨（长吨），功率2万1500马力（楢级只有1万7500马力，31.5节）。

### 引擎
枞级最初计划从枞号开始的4艘搭载布朗-柯蒂斯式汽轮机，楡开始的4艘则搭载三菱综合了约翰·布朗和帕森斯的方案而新设计的高压冲击-低压反推式汽轮机。在这个背景下，日本海军方面积极推动新式引擎的研发，而手持布朗-柯蒂斯式引擎制造权的川崎造船所对于发展国产引擎则显得并不热心。日本海军将新设计的引擎图纸交给了三菱进行生产。使用了布朗-柯蒂斯式引擎的几艘枞级并无大事发生，取得了好评，而另外几艘使用了三菱的新设计的驱逐舰则故障不断，导致从菊号开始的7艘又使用回了布朗-柯蒂斯式汽轮机。在此之后本级最后6艘则使用了欧洲各家汽轮机制造厂家的产品，进行实际使用试验，其中浦賀船渠建造的两艘使用了卡梅尔·莱尔德造船厂制造的反推式帕森斯汽轮机，藤永田造船所建造的两艘使用了约翰·布朗公司制造的布朗-柯蒂斯式汽轮机，石川岛造船所则采用了埃舍尔·维斯公司制造的兹里式多级压力汽轮机。卡梅尔·莱尔德船厂的产品外表看起来粗糙，但内部的重要零部件制作精良，在实舰运作中运作出色；而另一方面埃舍尔·维斯公司是首度参与船用汽轮机制造，因此实用中事故频频，不过为此而实施的一些对策客观上也促进了日本的汽轮机技术的进步。
下列为枞级各舰最终搭载的汽轮机型号：
- 布朗-柯蒂斯式
  - 川崎造船所制造 - 枞、榧、梨、竹、菊、葵、萩、薄、藤、茑、苇
  - 约翰·布朗公司制造 - 蕨
  - 约翰·布朗公司计划、川崎造船所制造 - 蓼
- 三菱制造，三菱帕森斯式[5]高圧冲击-低压反推式一段減速 - 柿、楡、栗、栂
- 卡梅尔·莱尔德公司帕森斯式反击 - 菱、莲
- 兹里式
  - 埃舍尔·维斯制造 - 蓬
  - 埃舍尔·维斯计划、石川岛造船所制造 - 菫

## 同级舰
解说为开工、下水、竣工 - 结局。其中标注斜体者为太平洋战争爆发后依旧作为驱逐舰使用。

### 枞（もみ）
1918年12月23日在橫須賀海軍工廠开工、1919年6月10日下水、1919年12月27日竣工 - 1932年4月1日除籍。1936年作为射击训练用靶舰。

### 榧（かや）
1918年12月23日横須賀海軍工廠开工、1919年6月10日下水、1920年3月28日竣工 - 1940年2月1日除籍。

### 楡（にれ）
1919年9月5日吴海军工厂开工、1919年12月22日下水、1920年3月31日竣工 - 1940年2月1日除籍。1940年10月15日，改为航海学校附属的练习船。1944年12月17日，为了和橘级楡号驱逐舰相区别，本舰被改称为第一泊浦（だいいちとまりうら）。1945年7月11日，改为横须贺海军陆战团（横须贺突击队供用）所属的特攻母舰。战后被解体。

### 栗（くり）
栗号驱逐舰
1919年12月5日吴海军工厂开工、1920年3月19日下水、1920年4月30日竣工 - 掃海作業中の1945年10月8日在釜山港进行扫雷作业时触雷沉没。1945年10月25日除籍。

### 梨（なし）
1918年12月2日川崎造船所开工、1919年8月26日下水、12月10日竣工 - 1940年2月1日除籍。

### 竹（たけ）
1918年12月2日川崎造船所开工、1919年8月26日下水、1919年12月25日竣工 - 1940年2月1日除籍。除籍后被改为舞鹤海军陆战团的练习船。1944年2月10日，改为轮机学校附属练习船。1948年被解体，船体作为秋田县秋田港的防波堤。1975年秋田港拓展外港，船体也随之被拆除。

### 柹（かき）
1919年2月27日浦賀船渠开工、1919年10月20日下水、1920年8月2日竣工 - 1940年2月1日除籍。1940年10月15日，作为海军兵学校附属的练习船。1945年2月23日，为了和橘级柿号驱逐舰相区别，而改称为大须（おおす）。战后遭遇台风触礁，后被解体。（本舰在舰名登记表上的名字为“柹”，而并非“柿”，但在变更为“大须”时，在相关文件的“旧名”一栏却写着是“柿”。）

### 栂（つが）
1919年3月5日石川岛造船所开工、1920年4月17日下水、7月20日竣工 - 1945年1月15日，在高雄遭受空袭而被击沉。

### 菊（きく）
1920年1月20日川崎造船所开工、1920年10月13日下水、1920年12月10日竣工 - 1940年4月1日，类别被更改为巡逻艇，舰名也随之改为'第31号哨戒艇。1944年3月30日，在巴拉望西水道遭受空袭而被击沉。

### 葵（あおい）
1920年4月1日川崎造船所开工、1920年11月9日下水、1920年12月20日竣工 - 1940年4月1日，类别被更改为巡逻艇，舰名也随之改为第32号哨戒艇。1941年12月22日，在日军进攻威克岛时搁浅，后被放弃。

### 萩（はぎ）

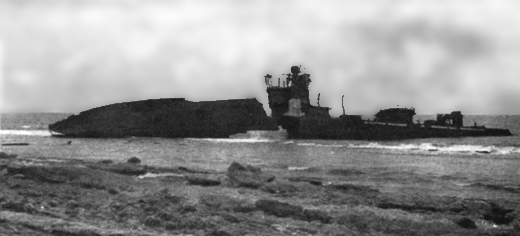
在威克岛的33号哨戒艇（原萩号）

1920年2月28日浦賀船渠开工、1920年10月29日下水、1921年4月20日竣工 - 1940年4月1日，类别被更改为巡逻艇，舰名也随之改为第33号哨戒艇。1941年12月22日，在日军进攻威克岛时搁浅，后被放弃。1942年1月10日除籍。

### 薄（すすき）
1920年5月3日石川岛造船所开工、1921年2月21日午後3時30分下水、1921年5月25日竣工 - 1940年4月1日，类别被更改为巡逻艇，舰名也随之改为第34号哨戒艇。1944年7月3日，在特鲁克泊地停泊时遭受空袭被击沉。

### 藤（ふじ）
1919年12月6日藤永田造船所开工、1920年11月27日下水、1921年5月31日竣工 - 1940年4月1日，类别被更改为巡逻艇，舰名也随之改为第36号哨戒艇。在印尼泗水迎来战争结束。作为复员运输时被印尼军队占用，其后被荷兰军队接收。

### 茑（つた）

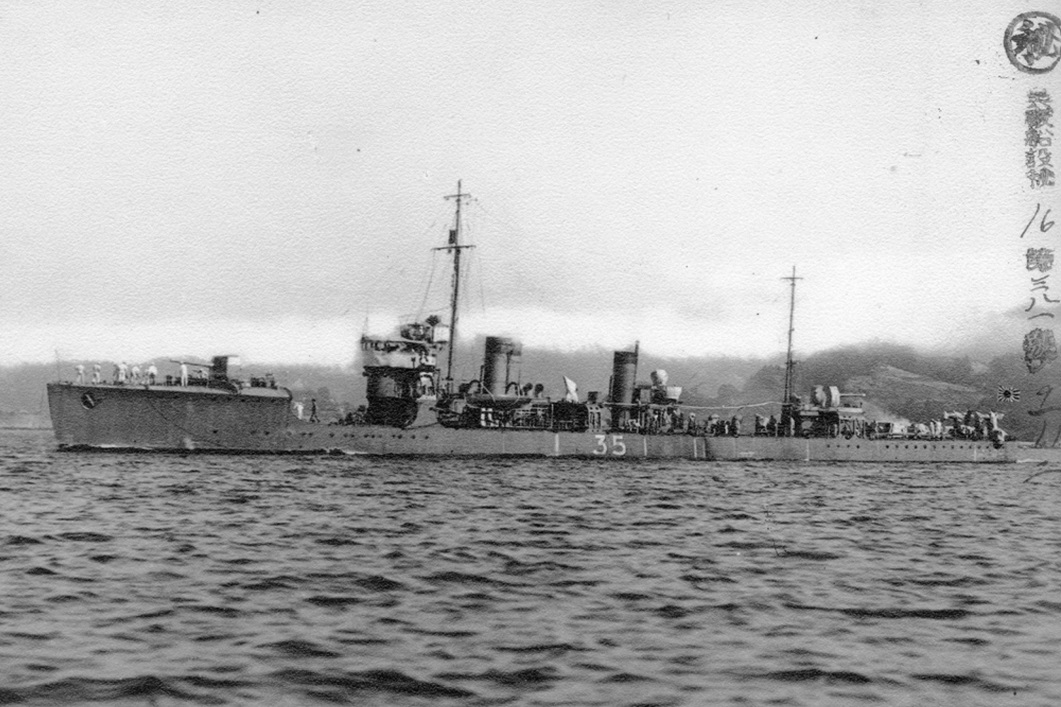
在吴港的第35号哨戒艇（原茑号），摄于1940年

1920年10月16日川崎造船所开工、1921年5月9日下水、1921年6月30日竣工 - 1940年4月1日，类别被更改为巡逻艇，舰名也随之改为第35号哨戒艇。1942年9月2日，遭受空袭被击沉。

### 苇（あし）

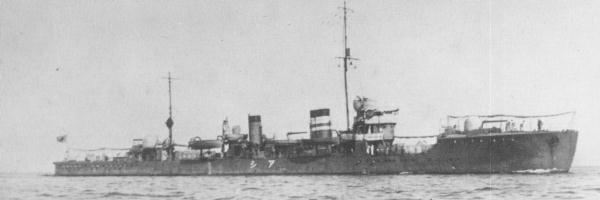
1929-1930年间的苇号

1920年11月15日川崎造船所开工、1921年9月3日下水、1921年10月29日竣工 - 1940年2月1日除籍。1927年，在“美保关事件”中与轻巡洋舰那珂号相撞，苇号受重创。1940年10月15日，改为航海学校附属练习船。1944年12月17日，为了与橘级苇号驱逐舰相区别，被改称为第二泊浦（だいにとまりうら）。1945年7月11日，改为横须贺海军陆战团（横须贺突击队供用）所属的特攻母舰，后在東京湾第二海上堡垒搁浅。

### 菱（ひし）
1920年11月10日浦賀船渠开工、1921年5月30日下水、1922年3月23日竣工 - 1940年4月1日，类别被更改为巡逻艇，舰名也随之改为第37号哨戒艇。1942年1月23日，遭遇4艘美军驱逐舰，在交战中被击沉于巴厘巴板附近。1942年4月10日除籍。

### 莲（はす）
1921年3月2日浦賀船渠开工、1921年12月8日下水、1922年7月31日竣工 - 在青岛迎来战争结束，战后被解体，船体用作福井县四箇浦港防波堤。

### 菫（すみれ）
1920年11月24日石川岛造船所开工、1921年12月14日下水、1923年3月31日竣工 - 1940年2月1日除籍。1940年11月15日，改为海军兵学校附属练习船。1945年2月23日，为了与橘级菫号驱逐舰相区别，被改称为三高（みたか）。战后被解体。

### 蓬（よもぎ）

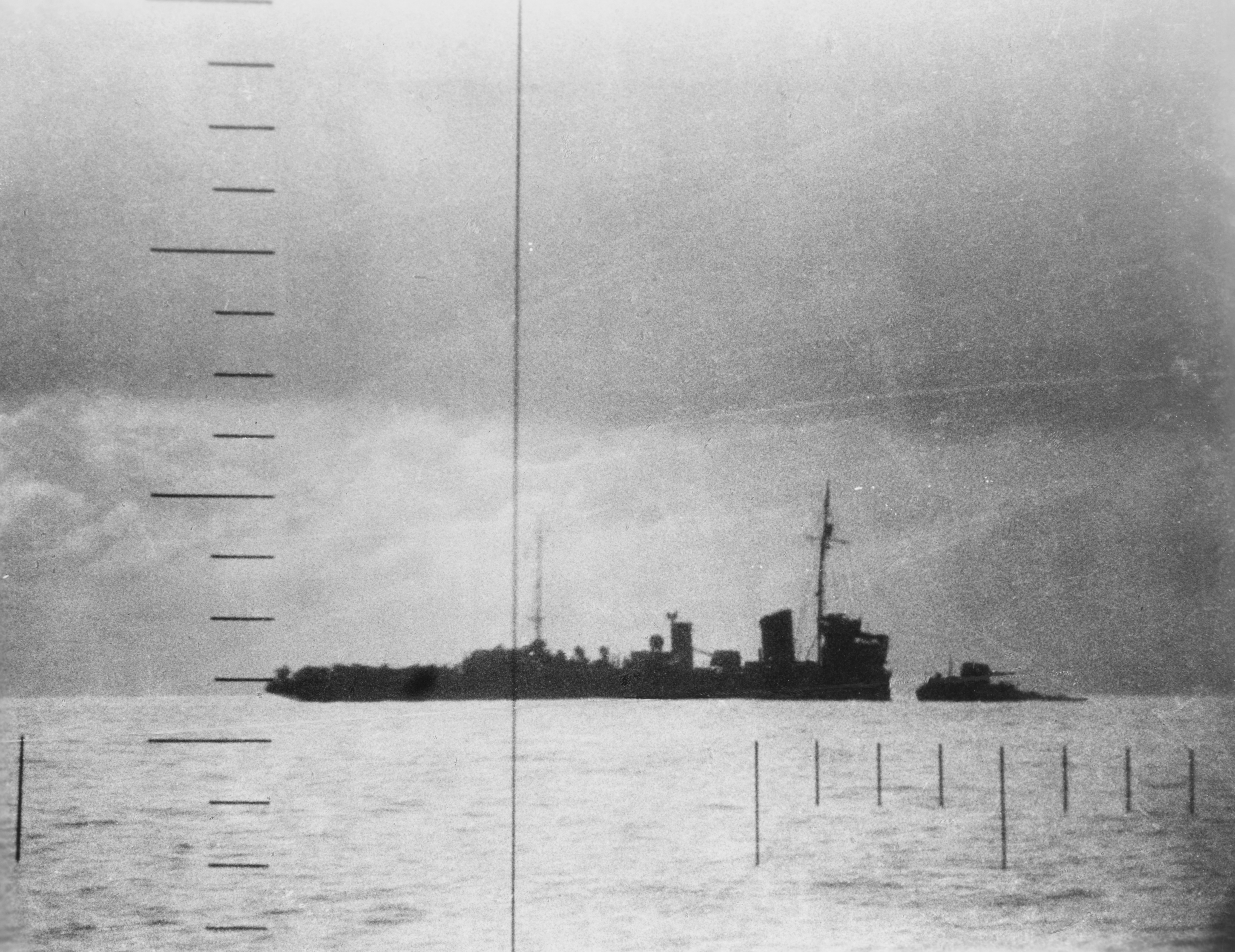
被美军海狼号潜艇拍摄下的第39号哨戒艇（原蓼号）最后的身影（1943年4月23日）

1921年2月26日石川岛造船所开工、1922年3月14日下水1922年8月19日竣工 - 1940年4月1日，类别被更改为巡逻艇，舰名也随之改为第38号哨戒艇。1944年11月25日，在巴士海峽被美军潜艇叶鲹号用鱼雷击沉。

### 蕨（わらび）
1920年10月12日藤永田造船所开工、1921年9月28日下水、1921年12月19日竣工 - 1927年8月24日，在美保关事件中，与神通號輕巡洋艦发生冲撞，沉没于岛根县美保关海湾。

### 蓼（たで）
1920年12月20日藤永田造船所开工、1922年3月15日下水、1922年7月31日竣工 - 1940年4月1日，类别被更改为巡逻艇，舰名也随之改为第39号哨戒艇。1943年4月23日，在与那国岛以南被美军潜艇海狼号用鱼雷击沉。